# Jonny Zero
Jonny Zero è una serie televisiva statunitense composta da un'unica stagione, trasmessa in prima visione negli USA da Fox nel 2005.

## Produzione
Sebbene prodotta in 13 episodi, la casa di produzione scelse di mandarne in onda solo otto, fuori ordine cronologico e producendo così una serie di incongruenze (Tod muore nel terzo episodio messo in onda, ma due episodi dopo riappare).
In seguito la Fox cancellò la serie visto il basso ascolto e lo show finì nella fascia morta del venerdì sera.

## Distribuzione internazionale
In Italia viene trasmessa dal 3 luglio 2008 da Rai 2, dal lunedì al sabato in orari che vanno dall'1 alle 2 di notte.

## Trama
Jonny Calvo è stato quattro anni in prigione per aver ucciso un uomo: vuole rimanere fuori dalla vita criminale, ma il suo vecchio boss Garrett prova a persuaderlo a ritornare sulla strada del crimine mentre l'agente dell'FBI Stringer vuole che Jonny sia il suo informatore così che possa arrestare Garrett per i suoi numerosi atti criminali.
Dopo l'uscita dal carcere, Jonny cerca di provare alla sua ex moglie e a suo figlio che è capace di restare pulito dalla sua vecchia vita ma il suo passato lo rincorre, causandogli altri guai. Il suo agente di libertà vigilata, Gloria, ordina a Jonny di cercarsi un lavoro subito dopo il rilascio, e ben presto questi si ritrova a pulire i pavimenti di Captain Jack's, un ristorante piratesco per bambini. Presto incontra un altro dipendente, Random, e i due diventano amici e Jonny decide che userà la sua dimestichezza per la strada per aiutare altre persone in modo da iniziare un business tutto suo. Random ne segue l'esempio e permette a Jonny di andare a vivere da lui nel suo appartamento. Comunque, essendo un piccolo lavoro privato, i soldi dei clienti sono appena sufficienti e Jonny anche se riluttante decide di tornare a lavorare di nuovo per Garret assicurandosi però di non finire un'altra volta in prigione.
Jonny viene presto contattato da un padre che sta cercando la figlia, Danni detta "velvet" che lavora nelle bettole di strips e nei club miseri. Dopo tante complicazioni, lei smetterà di lavorare nei club e farà amicizia con Jonny e Random.

## Episodi
| Stagione       | Episodi | Prima TV USA | Prima TV Italia |
| -------------- | ------- | ------------ | --------------- |
| Prima stagione | 13      | 2005         | 2008            |